# Michel Prescott
Michel Prescott est une personnalité politique montréalaise. 

## Biographie
Michel Prescott a été un des membres fondateurs du parti montréalais Rassemblement des citoyens et citoyennes de Montréal (RCM).  Il est élu au conseil municipal de la Ville de Montréal en 1982 lors la victoire majoritaire du Parti civique du Maire Jean Drapeau. Il est réélu lors des élections municipales montréalaises de 1986, 1990, 1994,1998, 2001 et 2005.  Il siègera comme indépendant de septembre 1992 jusqu'en 1997.

## Chef de parti
En 1998, Michel Prescott se porte candidat à la direction du Rassemblement des citoyens et citoyennes de Montréal à la suite du départ de Jean Doré mais perd aux mains de Thérèse Daviau.  Toutefois, lorsque Thérèse Daviau annonce quelques semaines plus tard qu'elle quitte le RCM pour donner son appui à Jacques Duchesneau, Michel Prescott prend la direction du RCM et devient, à la suite de l'élection municipale de 1998, chef de l'opposition au Conseil municipal de Montréal.

## Comité exécutif
Dans la vague des fusions municipales de 2001, Michel Prescott participe à l'intégration du RCM au parti  Union des citoyens et des citoyennes de l’Île de Montréal de Gérald Tremblay. Après la victoire de Gérald Tremblay, il devient membre du Comité exécutif de la Ville de Montréal pour la 1re fois à titre de Vice-président et de responsable du dossier de l'habitation. En janvier 2004, il perd le dossier de l'habitation pour hériter de celui des Sports et Loisirs. 
Il est réélu en 2005 et est reconduit dans ces fonctions au Comité exécutif.
Lors de l'élection municipale montréalaise de 2009, il est défait par Nimâ Machouf de Projet Montréal, colistière pour le candidat à la mairie Richard Bergeron.